# Listă de regizori de teatru români
Aceasta este o listă de regizori români de teatru în ordine alfabetică. 

## A
- Haig Acterian
- Radu Afrim
- Felix Alexa [1][2]
- Sică Alexandrescu
- Radu Apostol

## B
- Gelu Badea
- Alexandru Berceanu
- Bogdan Berciu
- Geo Berechet
- Mihai Berechet
- Crista Bilciu
- László Bocsárdi
- Cătălina Buzoianu

## C
- Liliana Campeanu
- Teodora Câmpineanu
- Gianina Cărbunariu [3][4]
- Dinu Cernescu
- Mona Chirilă

- Liviu Ciulei
- Alexander Colpacci
- Mircea Cornișteanu
- Sorana Coroamă
- Ion Crișu

## D
- Alexandru Dabija
- Ducu Darie
- Mihai Donțu[5]
- Bogdan Drăgulescu

## E
- Kincses Elemér
- David Esrig[6][7]

## F
- Alexandru Finți
- Victor Ioan Frunză
- Nicolae Frunzeti

## G
- Tompa Gábor
- Radu Gabrea
- Moni Ghelerter
- Lucian Giurchescu
- Claudiu Goga
- Grigore Gonța
- Lucian Giurchescu [8]

## H
- Cristian Hadji-Culea
- Harag
- Alexander Hausvater
- Theo Herghelegiu

## I
- Cristian Ioan

## J
- Cristian Juncu

## L
- Adina Lazăr

## M
- Aureliu Manea
- Sanda Manu
- Mihai Maniuțiu
- Tudor Marascu
- Vlad Massaci
- Andrei Măjeri
- Ana Margineanu
- Sorin Misiriantu
- Diana Mititelu
- Elena Morar
- Mușata Mucenic
- Vlad Mugur
- Nicolae Massim

## N
- Cătălin Naum
- Dan Nasta

## O
- Marius Oltean
- Ion Olteanu

## P
- Radu Penciulescu
- Horea Popescu
- Victor Tudor Popa
- Cornel Popa
- Leta Popescu
- Theodor-Cristian Popescu[9]
- Silviu Purcărete

## R
- Beatrice Rancea [10][11][12][13][14][15]

## S
- Ion Sapdaru
- Mike Săvuică
- Chris Simion Mercurian [16]
- Ion Simionescu
- Zoe Anghel Stanca

## Ș
- Ion Șahighian
- Andrei Șerban

## T
- Mihai Timofti
- Alexandru Tocilescu
- Corneliu Todea
- Taub

Gheorghe Teașcă

## V
- Carmen Lidia Vidu